# Distilled Love
Distilled Love est un film américain réalisé par Richard Smith et Vin Moore, sorti en 1920 et mettant en scène Alice Howell et Oliver Hardy.

## Synopsis
Une jeune fille de la campagne se retrouve enceinte et doit quitter sa ferme pour aller en ville avec son enfant, où elle doit travailler pour Mr. Peeble Ford.

## Fiche technique
- Réalisation : Richard Smith et Vin Moore
- Production : Reelcraft Pictures
- Date de sortie : avril 1920

## Distribution
- Alice Howell : la fille de ferme
- Richard Smith : l'artiste aveugle
- Oliver Hardy : Mr. Peeble Ford (crédité Babe Hardy)
- Billy Bevan
- Fay Holderness
- Ida Mae McKenzie
- Ray Godfrey : la plongeuse

## Réception
Le film a reçu une critique positive dans le magazine Film Daily en avril 1920.